# Papiros de Bodmer

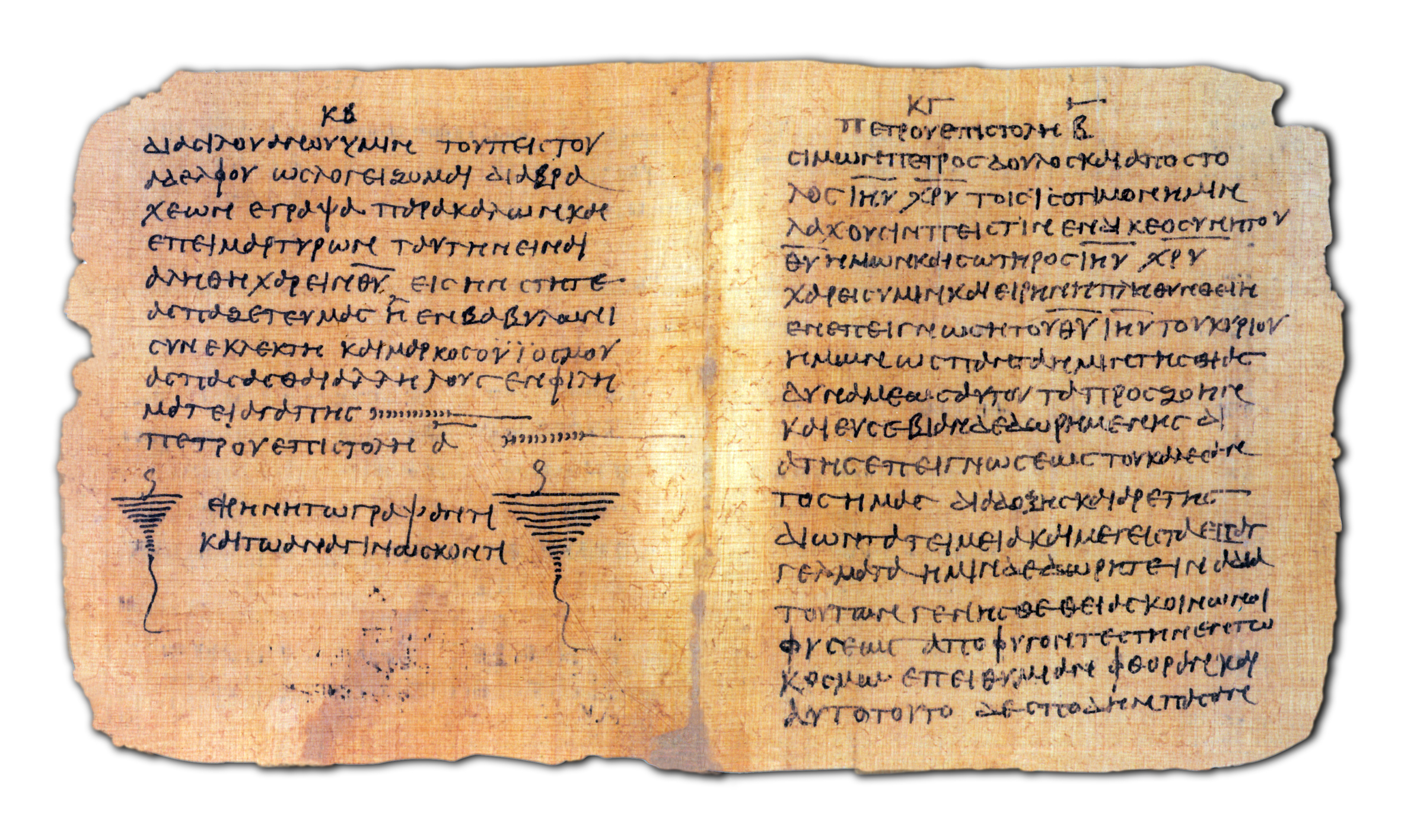
Papiro VIII

Os Papiros de Bodmer são um grupo de vinte e dois papiros descobertos no Egito em 1952. Eles foram batizados em homenagem a Martin Bodmer, que os adquiriu. Os papiros contêm trechos do Antigo e Novo Testamento, literatura cristã primitiva, Homero e Menandro. O mais antigo, P66 data de aproximadamente 200. Os papiros estão agora preservados na Biblioteca Bodmeriana, em Cologny, nos arredores de Genebra, na Suíça. Em 2007, a Biblioteca do Vaticano comprou dois dos papiros (P74 e P75), agora preservados lá.[a]

## A coleção

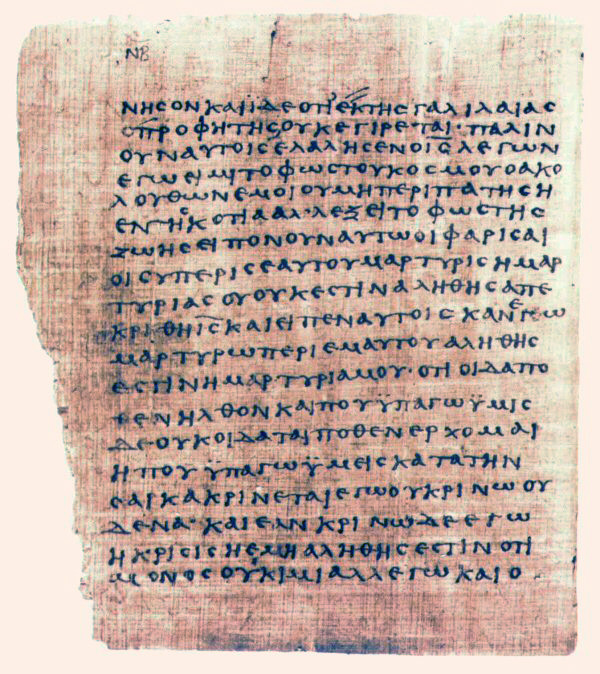
Papiro 66

Os Papiros de Bodmer foram encontrados em 1952 perto de Dishna, Egito, antiga sede da ordem de São Pacômio de monges, bem perto de Nag Hammadi, onde a Biblioteca de Nag Hammadi havia sido descoberta sete anos antes. Os manuscritos foram secretamente colecionados por um cipriota, Fócio Tano do Cairo, e contrabandeados para a Suíça onde foram adquiridos por Martin Bodmer. A série "Papiros de Bodmer" (Papyrus Bodmer) começou a ser publicada em 1954, fornecendo transcrições dos textos com uma nota, uma introdução em francês e uma tradução também em francês. A coleção toda não é gnóstica, como a Biblioteca de Nag Hammadi: há textos pagãos e cristãos, partes de trinta e cinco livros ao todo, em copta[b] e em grego antigo. Contando os fragmentos de correspondências, o número de textos individuais sobe para 50. A maior parte dos textos está preservado em códices, uns poucos em rolo. Três deles estão escritos em pergaminho.
O mais recente dos Papiros (P74) é do século VI ou VII.

## Conteúdo
Os livros V e VI da Ilíada de Homero (P1) e três comédias de Menandro (O Díscolo (P4), Sâmia e Áspis) aparecem entre os papiros, assim como textos evangélicos: Papiro 66 (P66) contém o Evangelho de João,[c] datados de aproximadamente 200, numa tradição manuscrita chamada Texto-tipo Alexandrino. Com exceção de alguns fragmentos no Papiro P52, estes são os fragmentos mais antigos de João. Eles omitem a passagem de Jesus andando sobre as águas (João 5:3–4) e a Perícopa da Adúltera (João 7:43 até João 8:11). P72 é a versão mais antiga da Epístola de Judas, I Pedro e II Pedro. Papiro 75 (P75) é um códice parcial contendo a maior parte de Lucas e João.
Também há textos cristãos que seriam declarados como apócrifos no século IV, como o Proto-Evangelho de Tiago. Há também um léxico greco-latino de algumas Cartas paulinas e fragmentos de Melito de Sardes. Dentre os trabalhos também está um texto cristão chamado Visão de Doroteu, filho de "Quinto, o poeta", que acredita-se que seja do poeta pagão Quinto de Esmirna, escrito num arcaico Hexâmetro homérico, o primeiro poema cristão escrito assim que chegou até nossos dias (P29). A mais antiga versão sobrevivente da Terceira Epístola aos Coríntios foi publicada no Bodmer Papyri X. A coleção inclui ainda material não literário, como coleções de cartas dos abades do monastério de São Pacômio, o que levanta a possibilidade de que todos os papiros fossem parte da biblioteca do monastério.

## Aquisição pelo Vaticano
O plano anunciado pela Fundação Bodmer em outubro de 2006 de vender dois dos manuscritos por milhões de dólares para capitalizar a biblioteca, que abriu em 2003, provocou consternação entre especialistas no mundo inteiro, que temiam que a unidade da coleção fosse quebrada.
Os papiros foram vendidos por um preço "significativo" não revelado a Frank Hanna III, de Atlanta, Geórgia. Em janeiro de 2007, Hanna os presenteou ao Papa. Em março de 2007, foi anunciado que os papiros do Vaticano eram os Papiros XIV e XV (P75), que contêm o que se acredita ser os mais antigos fragmentos escritos do Evangelho de Lucas, do Pai Nosso e um dos mais antigos fragmentos escritos do Evangelho de João.
Eles estão preservados na Biblioteca do Vaticano e serão disponibilizados para revisão dos estudiosos e, no futuro, fragmentos serão colocados em exibição para o público em geral.

## Manuscritos relacionados à Bíblia

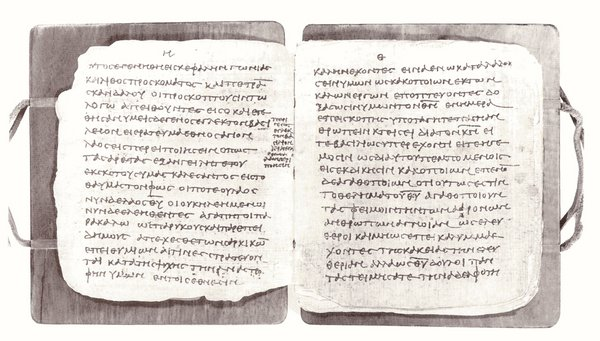
Papiro VII

### Grego
- Bodmer II ({\displaystyle {\mathfrak {P}}}66)
- Bodmer V — Nascimento de Maria, Apocalipse de Tiago; século IV
- Bodmer VII-IX ({\displaystyle {\mathfrak {P}}}72) — Epístola de Judas, I Pedro, II Pedro, Salmos 33-34
- Bodmer X — Epístola dos Coríntios a Paulo e Terceira Epístola aos Coríntios; século IV
- Bodmer XI — Odes de Salomão 1; século IV
- Bodmer XIV-XV ({\displaystyle {\mathfrak {P}}}75)
- Bodmer XVII ({\displaystyle {\mathfrak {P}}}74)

|* Bodmer XXIV — Salmos 17:46-117:44; séculos III-IV
- Bodmer XLVI — Daniel 1:1-20

### Copta
- Bodmer III — João 1:1-21:25; Gênesis 1:1-4:2; século IV; boáirico
- Bodmer VI — Provérbios 1:1-21:4; séculos IV-V
- Bodmer XVI — Êxodo 1:1-15:21; século IV
- Bodmer XVIII — Deuteronômio 1:1-10:7; século IV
- Bodmer XIX — Mateus 14:28-28:20; Romanos 1:1-2:3; séculos IV-V; saídico
- Bodmer XXI — Josué 6:16-25; 7:6-11:23; 22:1-2; 22:19-23:7; 23:15-24:2; século IV
- Bodmer XXII (Mississippi Codex II) — Jeremias 40:3-52:34; Lamentações; Epístola de Jeremias; Baruque; séculos IV-V
- Bodmer XXIII — Isaías 47:1-66:24; século IV
- Bodmer XL — Cântico dos Cânticos
- Bodmer XLI — Atos de Paulo (Acta Pauli); século IV; sub-achmímico
- Bodmer XLII — II Coríntios; dialeto desconhecido
- Bodmer XLIV — Livro de Daniel; boáirico